# Castelnaud-de-Gratecambe
 Castelnaud-de-Gratecambe  es una población y comuna francesa, en la región de Aquitania, departamento de Lot y Garona, en el distrito de Villeneuve-sur-Lot y cantón de Cancon.

## Demografía
| 442 | 463 | 428 | 465 | 513 | 517 |
| Para los censos de 1962 a 1999 la población legal corresponde a la población sin duplicidades (Fuente: INSEE [Consultar]) |     |     |     |     |     |